# Гијас ад-Дин Масуд
Гијас ад-Дин Масуд (перс. غیاث‌الدین مسعود; око 1108 — Хамадан, 13. септембар 1152) био је султан западног Селџучког царства (1134—1152) са центром у Хамадану, које је било настало цепањем јединственог Селџучког царства после смрти Мухамеда Тапара 1118. године.

## Биографија
Гијас ад-Дин Масуд је био син селџучког султана Мухамеда Тапара и Нистандар Џахан. Године 1120. побунио се против свог брата Махмуда II, султана западног дела Селџучког царства. Устанак је угушен, а Махмуд га је помиловао. После братове смрти 1131. године укључио се у борбу за власт оспоравајући титулу султана свом синовцу Дауду. Када је Дауд пао с власти следеће године, на престо се попео Масудов млађи брат Тугрул II, подржан од стране источноселџучког султана Ахмеда Санџара. Масуд је завладао западном половином Селџучког царства после Тугрулове смрти 1134. године.
Дошавши на власт, нашао се у деликатном политичком положају између Ахмеда Санџара и побуњеног калифа Ал Мустаршида, који је хтео да обнови посрнулу световну власт Абасида. Са Санџаром се споразумео, оженивши његову кћер Гаухар Хатун. Калиф се прво борио око власти над северним Ираком са атабегом Мосула, Зенгијем, да би кренуо на саму Персију, где је био поражен под Хамаданом. Бунтовног калифа су потом 1135. године убили асасини, чиме је проблем на тој страни био решен.
Међутим, општа тенденција распадања Царства, наставила се током Масудове владавине. Иако је, барем у односу на своје претходнике и наследнике, успео дуго да се одржи на власти, султан се током владавине суочавао са бројним озбиљним проблемима. Многе територије биле су фактички отцепљене под влашћу локалних моћника. Иранским Азербејџаном је до своје смрти 1143. године управљао збачени султан Дауд. Масуд је тек 1147. године повратио власт над западном Персијом. Већ следеће године избила је побуна његовог синовца Малик шаха, која је решена компромисом по коме је он био прихваћен за наследника. Поред овог примера, султен је још много пута био приморан да на захтеве емира реагује попуштањем, што је мирним путем водило у све веће слабљење султанове власти.
Најупечатљивија личност Масудове владавине свакако је био Зенги, његов вазал, али фактички незавнисни господар Мосула и Алепа. Зенги је себе називао „ратником џихада, укротитељем атеиста, уништитељем јеретика”, калиф му је дао титулу „малика емира”, Арапи су га називали Стубом вере, а Турци Принцем соколом. Позитивна ствар за Масуда је била Зенгијева окренутост Леванту, чиме није улазио у сукоб са султаном, ком није био нарочито лојалан. Такође, Зенги је, вршећи велики притисак на тамошње крсташке државе, успео да, барем номинално, обезбеди територијална проширења Царству које се распадало. Круна тих освајања био је пад Едесе 1144. године, којим је Зенги био почашћен новим титулама од калифа: „Украс ислама”, „Помоћник заповедника верника” и „Малик којем Алах помаже”. Уз све ове епитете, он је имао већи углед од самог султана.
Масуд је умро 13. септембра 1152. године у својој престоници Хамадану. По претходно склопљеном договору, наследио га је синовац Малик шах III.